# Alice Darr
Alice Darr (* 22. April 1930 in Cumberland (Maryland); † 4. Februar 2024 ebendort) war eine US-amerikanische Jazzmusikerin (Piano, Gesang) und Songwriterin.

## Leben und Wirken
Alice Darr wuchs in der Pine Avenue von Cumberland auf und besuchte die Carver School. Mit sieben Jahren gewann sie einen Amateurwettbewerb; mit 17 trat sie professionell auf. Ihr Vater James Darr arbeitete als Jazzmusiker mit vielen bekannten Musikern seiner Zeit auf lokaler Ebene zusammen. Alice sang nicht nur, sondern lernte schon in jungen Jahren, Klavier und kleine Trommel zu spielen. Sie sammelte zunächst Erfahrungen bei Auftritten in der Cadillac Cocktail Lounge in der Innenstadt von Cumberland, wo sie schließlich von einem Bruder des Sängers Nat King Cole entdeckt wurde. Bald darauf erhielt sie einen Anruf eines Agenten aus Pittsburgh, der zu einer landesweiten Tournee führte. Sie gastierte in New York, Miami Beach, Chicago und Mexiko, wo sie Engagements in Supper Clubs hatte, darunter längere Zeit im The Toast (1068 First Avenue) und in The Left Bank in Manhattan. Außerdem trat Darr auf der ganzen Welt auf, viele Jahre lang in Europa, so 1970 mit Milt Jackson in Paris. Der Fernsehmoderator Ed Sullivan bescheinigte ihr in seiner Kolumne in New York Daily News „viel Talent“. Alice Darr sei talentiert, mit der Fähigkeit, eine Ballade mit Gefühl und Wärme zu projizieren, lobte der Billboard.
Als Pianistin legte Alice Darr zwei Alben vor – zunächst I Only Know How to Cry – Music for Lovers and Losers (1962). Sie erschien auf Charlie Parker Records; das Titelstück stammt von Joan Moskatel, die vier der zwölf Nummern geschrieben oder mitverfasst hat. Die Arrangements stammen vom Gitarristen Mundell Lowe, der auch vier der Songs mitverfasst hat und Darr zusammen mit dem Bassisten George Duvivier begleitete. Auf ihrem zweiten Album At the Living Room (Numera), entstanden 1972 in Frankreich, wurde sie von Gilbert Rovère (Bass) und Charles Saudrais (Schlagzeug) begleitet. Weiteres Material erschien auf All In My Mind, gekoppelt mit zwei Songs von Maxine Brown.
Darr starb am 4. Februar 2024 im Allegany Health Nursing and Rehabilitation Center in Cumberland im Alter von 93 Jahren.